# Аннакулиев, Гуйчмурад Довлетгельдыевич
Гуйчмурад Довлетгельдыевич Аннакулиев (туркм. Güýçmyrat Döwletgeldiýewiç Annagulyýew; род. 10 июня 1996, Балканабад) — туркменский футболист, центральный защитник клуба «Алтын асыр». Игрок национальной сборной Туркменистана.

## Биография
Начал взрослую карьеру в клубе высшей лиги Туркменистана «Небитчи»/«Балкан» из Балканабада. В дальнейшем выступал за клубы «Хазына», «Ахал» и «Ашхабад». В составе «Балкана» (2015) и «Ахала» (2018) становился серебряным призёром чемпионата страны. В 2020 году вернулся в «Ахал». Принимал участие в играх азиатских клубных турниров.
В апреле 2021 года подписал контракт с ашхабадским клубом «Алтын асыр».

## Карьера в сборной
Выступал за молодёжную сборную Туркменистана. Участник Кубка Содружества 2015 года, на турнире сыграл 5 матчей и забил 2 гола.
В национальной сборной Туркменистана дебютировал 25 декабря 2018 года в товарищеском матче против Афганистана и в этой же игре забил свой первый гол. Участник финального турнира Кубка Азии 2019 года, принял участие в одной игре — против сборной Омана, а его команда не смогла выйти из группы.